# Hind Khoudary
Hind Osama Al-Khoudary (árabe: هند خضري; Gaza, 1995) es una periodista palestina que reside en la Franja de Gaza.

## Trayectoria
Khoudary es hija de Usama y Marwa el-Khoudary. Tiene ocho hermanos. Es pariente lejana del empresario Jawdat N. Khoudary, propietario del museo de arqueología de Gaza. Se graduó de la American International School de Gaza en 2008.
Ha escrito para medios como Middle East Eye, agencias de noticias como Agencia Anadolu, o revistas como +972 Magazine. Además, trabajó para la cadena rusa RT. Sus publicaciones en las redes sociales de Twitter e Instagram han sido citadas por los medios estadounidenses The New York Times y NPR, así como por el periódico malayo Utusan Malaysia. Desde octubre de 2023, Khoudary es corresponsal de Al Jazeera en la Franja de Gaza.
En marzo de 2019, trabajó para la organización internacional Amnistía Internacional, proporcionó imágenes de las protestas de la Gran Marcha del Retorno e informó sobre las agresiones de Hamás contra los manifestantes. Las fuerzas de Hamás la arrestaron y la interrogaron durante tres horas, durante las cuales fue amenazada y le exigieron que eliminara ciertas publicaciones de su página de Facebook.
En 2020, hizo una publicación en Facebook sobre una convocatoria conjunta palestina e israelí de Zoom organizada por el Comité Juvenil de Gaza en la que etiquetó a funcionarios de Hamás. Como resultado, seis miembros del grupo, incluido su fundador, el periodista palestino y activista por la paz Rami Aman, fueron detenidos por Hamás y acusados de «normalización» (normalizar la presencia de Israel en territorios palestinos). Khoudary negó haber tenido la intención de que se arrestara a estas personas cuando publicó sobre el evento y dijo que no apoyaba a Hamás, pero también dijo que no se oponía al arresto de Aman y había etiquetado a los funcionarios «como una protesta contra las actividades de normalización».
El portavoz del Ministerio del Interior de Gaza, Iyad al-Bozm, también hizo una declaración de que la publicación de Khoudary no había alertado a Hamás sobre el evento. En respuesta a la publicación de Khoudary, Peter Bouckaert, un antiguo funcionario de la organización de derechos humanos Human Rights Watch, la eliminó de un grupo periodístico de Facebook que él moderaba.
Vivió en Turquía durante cuatro años durante la pandemia de COVID-19. Regresó a Gaza en agosto del 2023.
Para informar sobre lo que estaba ocurriendo en la Franja de Gaza sobre los ataques aéreos israelíes producidos tras el ataque de Hamás a Israel en octubre de 2023, publicó en sus redes sociales en Twitter e Instagram. En los últimos cinco días de octubre de 2023, Khoudary consiguió 273.000 seguidores en Instagram.
En noviembre de 2023, debido a las órdenes de evacuación del ejército israelí, Khoudary dejó la ciudad de Gaza para dirigirse al sur de la Franja. En el mes de diciembre, su casa fue destruida por los bombardeos israelíes que mataron a varios de sus amigos, familiares y compañeros de trabajo. Tras el acuerdo de alto el fuego entre Israel y Hamás de 2025, Hind Khoudary fue una de las más de 300.000 personas desplazadas forzosas que regresaron caminando para ver, por primera vez en 15 meses, lo que quedaba de sus hogares en el norte de Gaza. Documentó su regreso en la web de Al Jazeera.